# Ogün Altıparmak
Ogün Altıparmak (Adapazarı, 10 november 1938 – 2 februari 2025) was een voetballer uit Turkije. Hij speelde bij onder meer Karşıyaka SK en Fenerbahçe, later werd hij  sportjournalist.
Ogün Altıparmak begon zijn carrière eind jaren vijftig bij Karşıyaka SK in Izmir. In 1963 werd hij (ondanks een gebroken been) overgenomen door Fenerbahçe SK in Istanbul. Als aanvaller (spits en rechtsbuiten) had hij daar succesvolle jaren. Zo werd hij vier keer kampioen van Turkije en won hij eenmaal de Turkse Beker. In het seizoen 1970-1971 werd Altıparmak met 16 doelpunten topscorer van de Süper Lig. Hij voetbalde ook enige tijd in de Verenigde Staten.
Ogün Altıparmak heeft het shirt van het Turks voetbalelftal 32 keer gedragen, waarvan tweemaal als aanvoerder. Nadat hij zijn actieve loopbaan beëindigd had hield hij zich onder andere bezig met de politiek in Turkije. Daarnaast was hij enige tijd bestuurslid van Fenerbahçe.
Altıparmak overleed op 2 februari 2025 op 86-jarige leeftijd.

## Zoon
Batur Altıparmak, zoon van Ogün Altıparmak, heeft ook bij Fenerbahçe gespeeld. Daarnaast heeft hij onder andere het shirt van Ankaragücü en Gaziantepspor gedragen.